# 小行星3488
小行星3488（3488 Brahic）是一颗绕太阳运转的小行星，为主小行星带小行星。该小行星于1980年8月8日发现。

## 轨道参数
小行星3488的轨道半长轴为2.6060670 UA，离心率为0.184。